# Poświętne (gmina, Mazovie)
Pour les articles homonymes, voir Poświętne.
La gmina Poświętne est un district administratif situé en milieu rural du powiat de Wołomin dans la voïvodie de Mazovie, dans le centre-est de la Pologne.

Son siège administratif (chef-lieu) est le village de Poświętne, qui se situe environ 12 km à l'est de Wołomin (siège de la powiat) et 30 km au nord-est de Varsovie (capitale de la Pologne).
La gmina couvre une superficie de 106,26 km2 pour une population de 5 849 habitants en 2006.

## Histoire
De 1975 à 1998, la gmina était située dans la voïvodie de Siedlce

## Géographie

### Villages
La gmina Poświętne inclut les villages de :

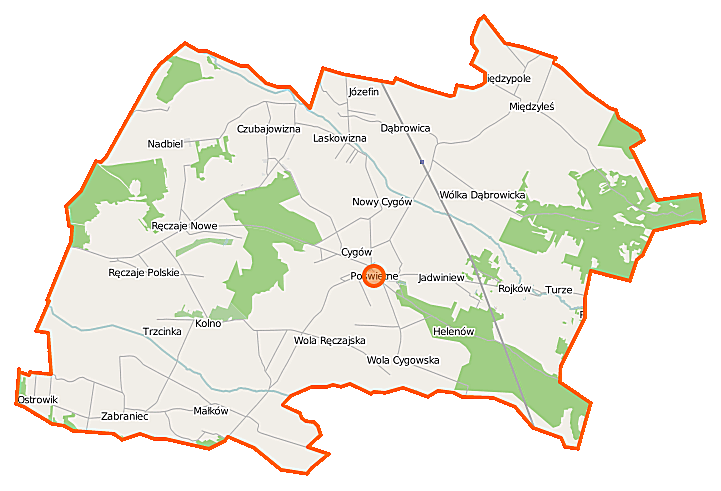
Plan de la gmina

- Choiny
- Cygów
- Czubajowizna
- Dąbrowica
- Helenów
- Jadwiniew
- Józefin
- Kielczykowizna
- Kolno
- Krubki-Górki
- Laskowizna
- Małków
- Międzyleś
- Międzypole
- Nadbiel
- Nowe Ręczaje
- Nowy Cygów
- Ostrowik
- Poświętne
- Ręczaje Polskie
- Rojków
- Trzcinka
- Turze
- Wola Cygowska
- Wola Ręczajska
- Wólka Dąbrowicka
- Zabraniec

### Gminy voisines
La gmina Poświętne borde :

la ville de :
- Zielonka

et les gminy de :
- Klembów
- Stanisławów
- Strachówka
- Tłuszcz
- Wołomin.

## Structure du terrain
D'après les données de 2002, la superficie de la commune de Poświętne est de 106,26 km2, répartis comme telle :
- terres agricoles : 74 %
- forêts : 19 %

La commune représente 11,12 % de la superficie du powiat.

## Démographie
Données du 30 juin 2004 :
| Description        | Total  | Total | Femmes | Femmes | Hommes | Hommes |
| ------------------ | ------ | ----- | ------ | ------ | ------ | ------ |
| Unité              | Nombre | %     | Nombre | %      | Nombre | %      |
| Population         | 5 989  | 100   | 2 947  | 49,2   | 3 042  | 50,8   |
| Densité (hab./km²) | 56,4   | 56,4  | 27,7   | 27,7   | 28,6   | 28,6   |